# Cantone di Lautrec
Il Cantone di Lautrec era una divisione amministrativa dell'arrondissement di Castres.
È stato soppresso a seguito della riforma complessiva dei cantoni del 2014, che è entrata in vigore con le elezioni dipartimentali del 2015.
Comprendeva i comuni di:
- Brousse
- Jonquières
- Lautrec
- Montdragon
- Montpinier
- Peyregoux
- Puycalvel
- Saint-Genest-de-Contest
- Saint-Julien-du-Puy
- Vénès